# Asago
Asago (朝来市 -shi) é uma cidade japonesa localizada na província de Hyogo.
Em 31 de Março de 2005 a cidade tinha uma população estimada em 35 762 habitantes e uma densidade populacional de 88,7 h/km². Tem uma área total de 402,98 km².
Recebeu o estatuto de cidade a 1 de Abril de 2005.

## Pontos de interesse
- Ikuno Ginzan Mina de Prata
- Kuchiganaya área
  - Museu de Tanyo
  - Ikuno Shoin
- Asago Arte Aldeia
- Takeda Castle
- Tataragi Dam
- Kurokawa Dam
- Ikuno Dam

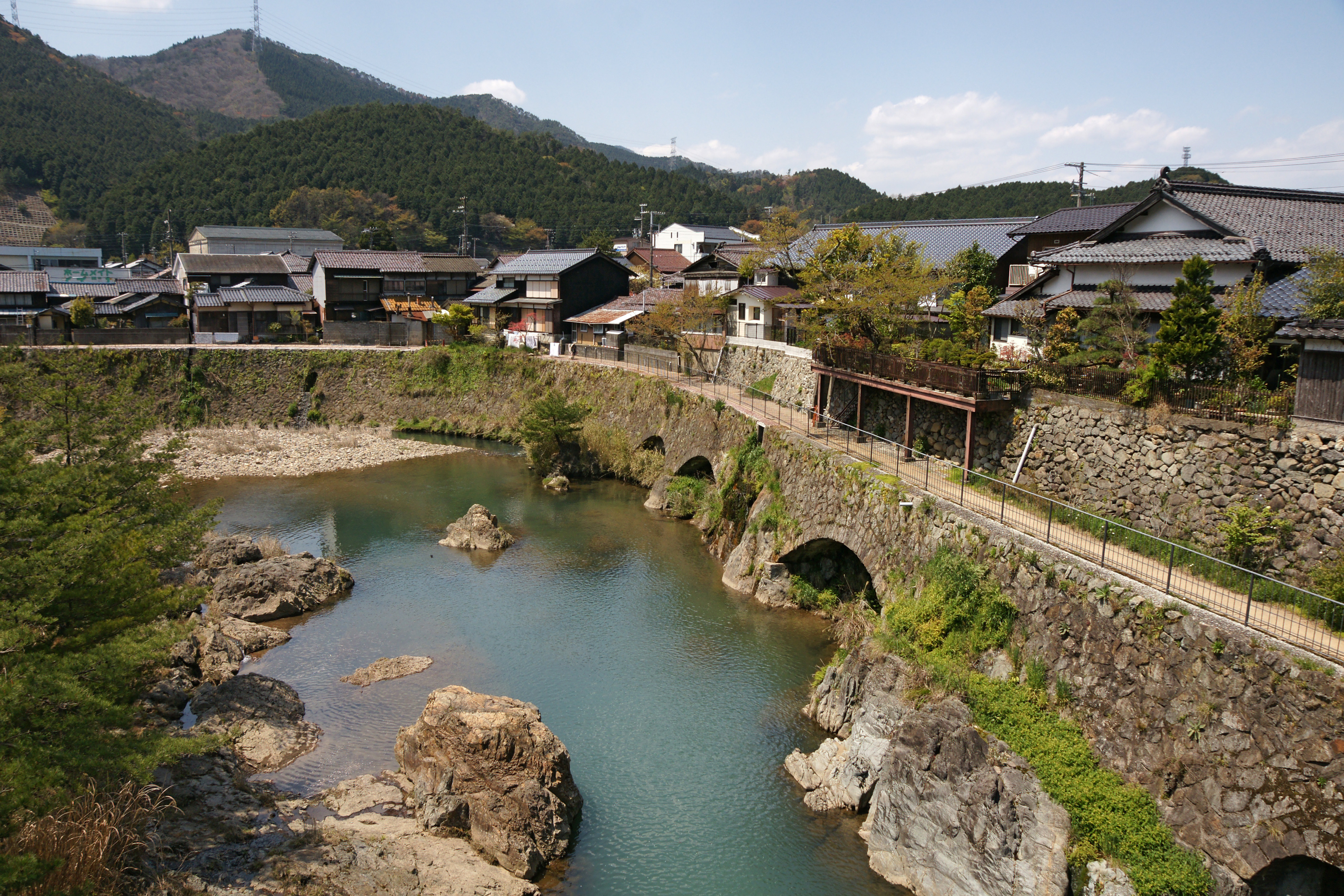
Paisagem de Kuchiganaya, Ikuno
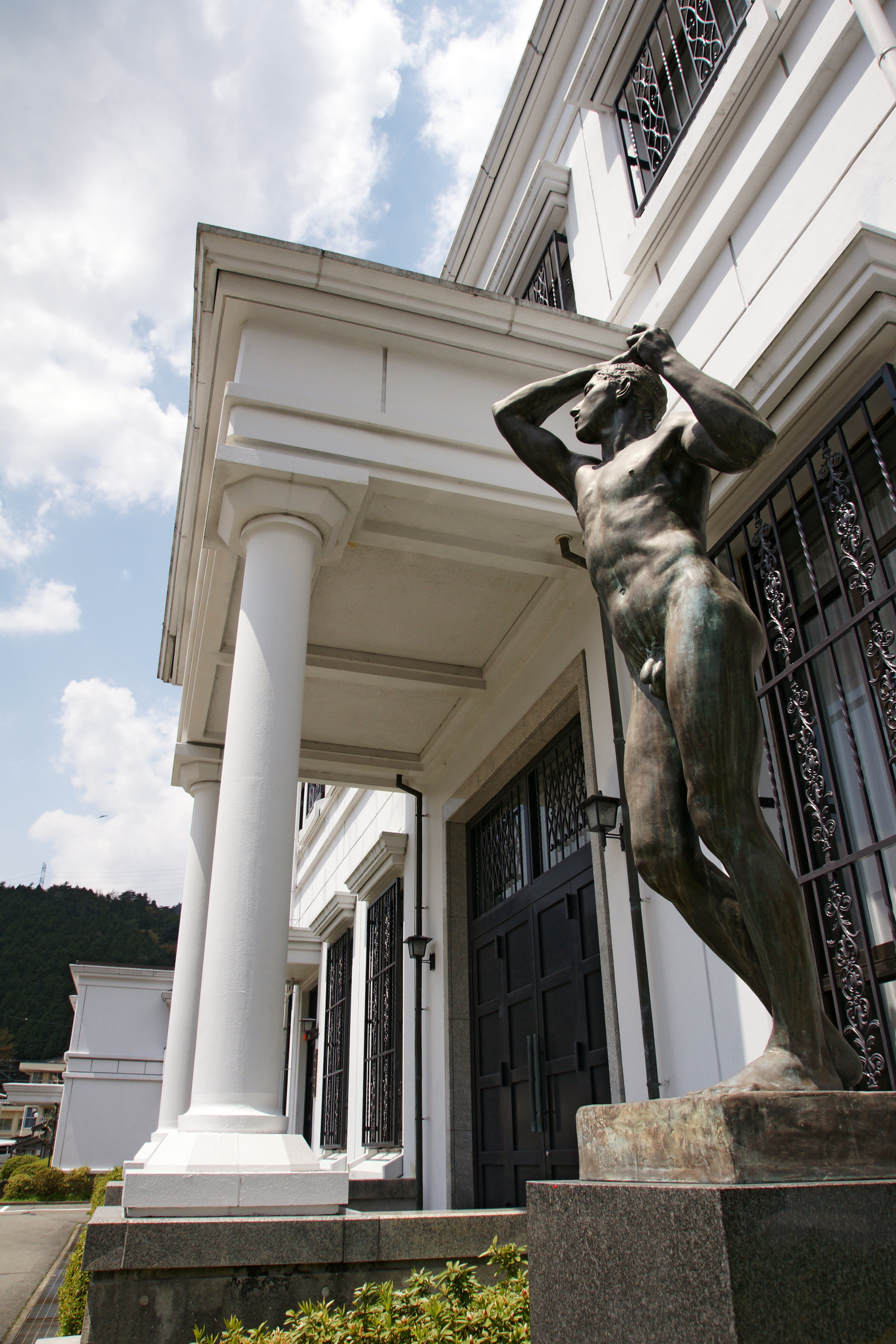
Museu de Tanyo
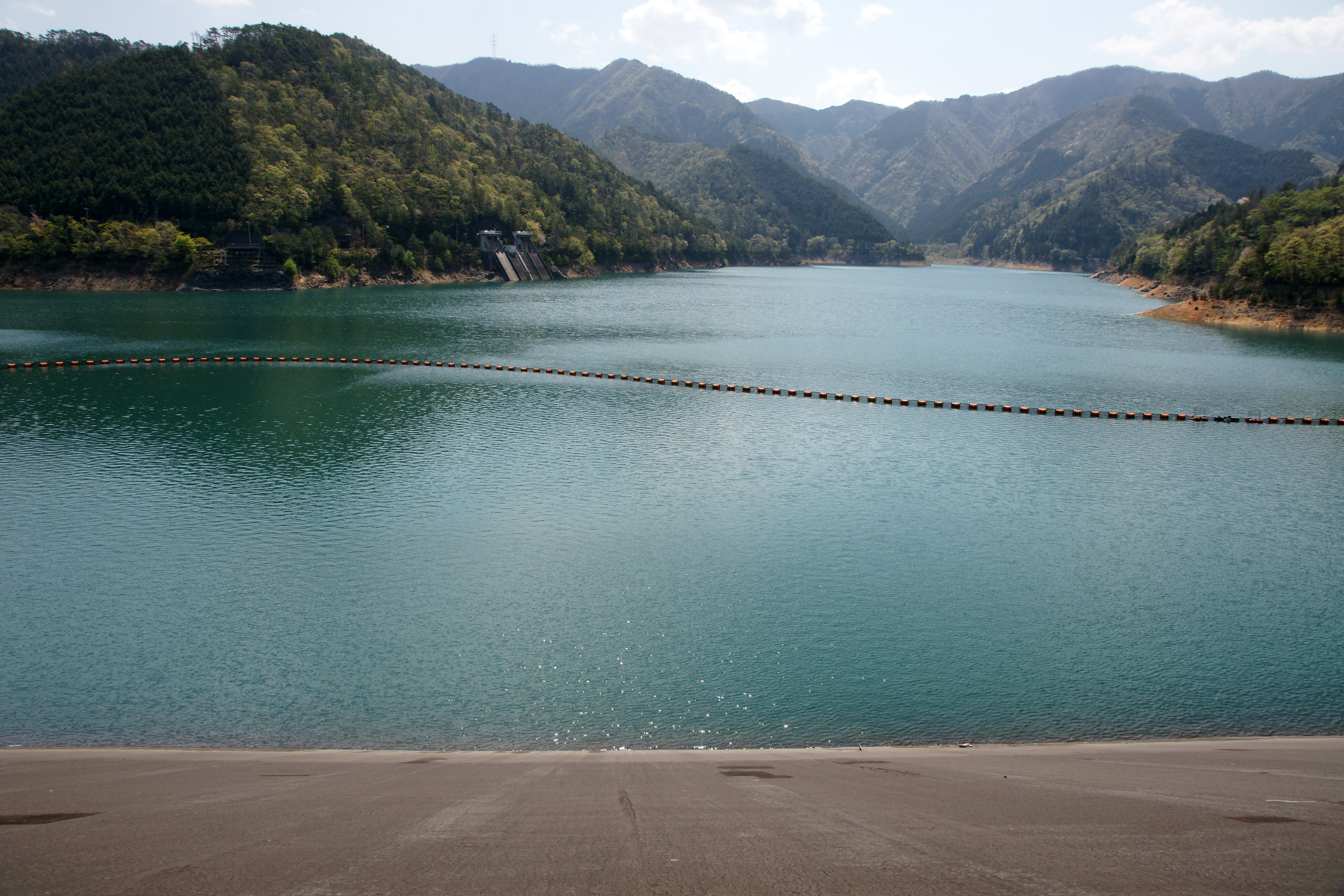
Tataragi Dam
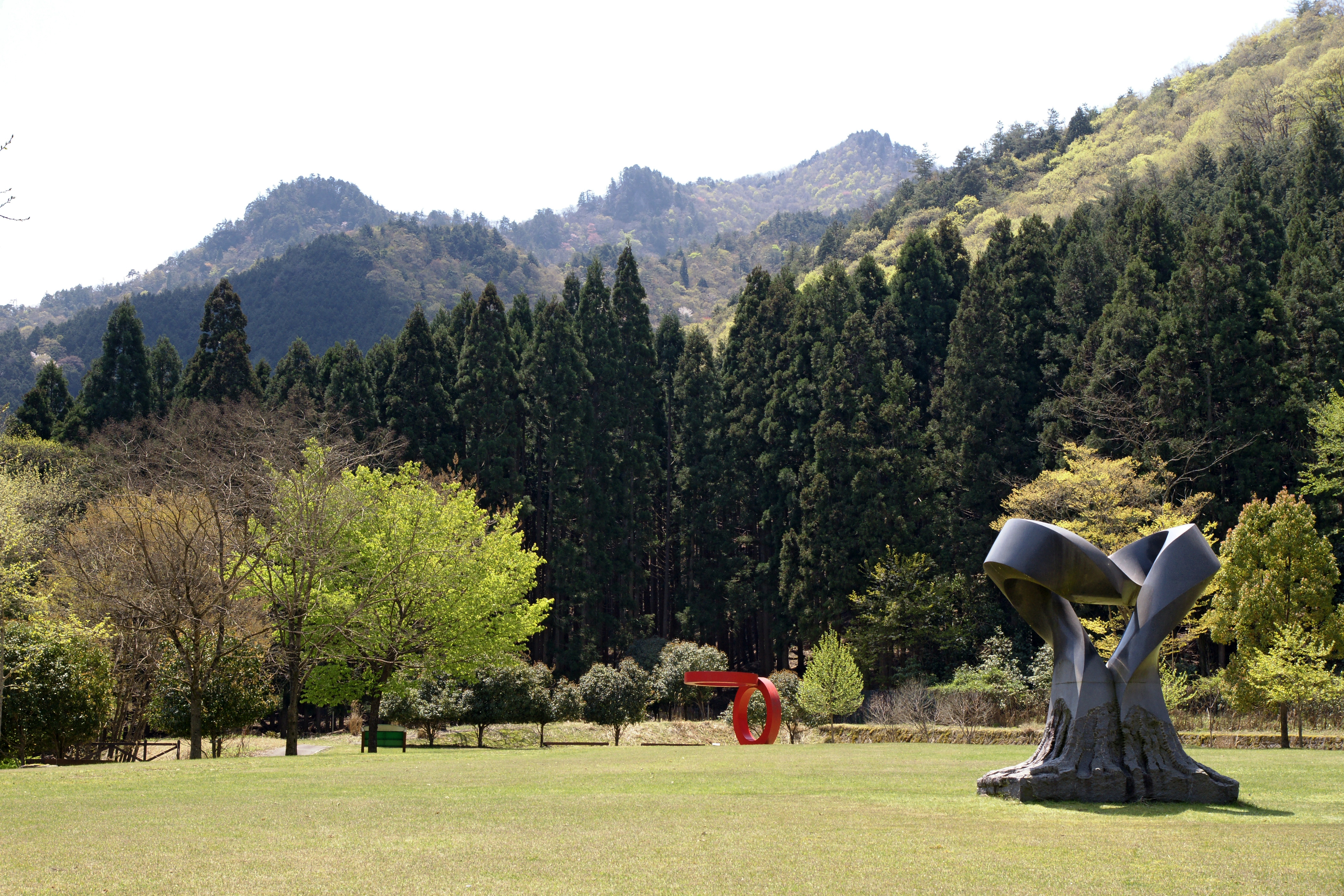
Asago Arte Aldeia